# Бенчмаркинг
Бенчмаркинг (эталонное оценивание, англ. benchmarking) — сопоставительный анализ на основе эталонных показателей как процесс определения, понимания и адаптации имеющихся примеров эффективного функционирования предприятия с целью улучшения собственной работы. Анализ включает в себя два процесса: оценивание и сопоставление. Обычно за образец принимают «лучшую» продукцию и маркетинговый процесс, используемые прямыми конкурентами и фирмами, работающими в других подобных областях, для выявления фирмой возможных способов совершенствования её собственных продуктов и методов работы. 

## Определение
Согласно определению профессора Энтони Аткинсона бенчмаркинг — это процесс изучения и адаптации наилучших методов других предприятий для совершенствования собственных результатов, создание эталона оценки внутренних показателей исполнения на предприятии, способ сбора информации предприятиями с целью выявления наилучших практик других предприятий.

## Цель бенчмаркинга
Цель сопоставительного анализа на основе эталонных показателей состоит в том, чтобы на основе исследования установить потребность в изменениях и вероятность достижения успеха в результате этих изменений. Бенчмаркинг осуществляется в рамках конкурентного анализа и не является новшеством для большинства предприятий, хотя он является более детализированной и упорядоченной функцией, чем метод или подход конкурентного анализа.

## Типы и методы бенчмаркинга
Согласно Э. Аткинсону существует три типа бенчмаркинга:
- продуктовый бенчмаркинг — измерение и исследование продуктов других предприятий, сопоставление их с характеристиками собственных продуктов;
- функциональный бенчмаркинг — сравнение показателей определённых функций и процессов других предприятий с аналогичными функциями и процессами внутри собственного предприятия с оценкой затрат по их внедрению;
- стратегический бенчмаркинг — изучение стратегий и принятых стратегических решений на других предприятиях.

Согласно Э. Аткинсону существует следующие методы бенчмаркинга:
- односторонний бенчмаркинг (предприятия самостоятельно собирают информацию о конкурентах и партнерах);
- совместный бенчмаркинг (предприятия добровольно обмениваются информацией друг с другом):

- бенчмаркинг на основе базы данных (информация собирается на какой-либо платформе (в базе данных), доступ к которой обычно предоставляется оператором предприятиям платно);
- бенчмаркинг при участии третьей стороны (группа консультантов-экспертов обычно анонимно собирает информацию с участников, формирует агрегированные отчеты и осуществляет коммуникации при активном посредничестве);
- групповой бенчмаркинг (участники встречаются открыто, общаются, обсуждают свои методы, координируют свои действия по недопущению негативных последствий, достигают компромисс, проводят экскурсии по предприятию).

## Стадии бенчмаркинга
При проведении сопоставительного анализа на основе эталонных показателей можно выделить пять этапов по Э. Аткинсону:
1. Определение объекта бенчмаркинга (продукт, процесс, стратегия). Проведение внутреннего исследования и предварительного конкурентного анализа.
2. Создание команды для эталонного оценивания.
3. Выбор партнёра по бенчмаркингу.
4. Поиск информации. Определение методов сбора информации, проведение анализа полученной информации, оценка отставания от эталона.
5. Внедрение. Реализация плана мероприятий по достижению эталона.

## Плюсы и минусы метода
Эталонное оценивание позволяет сэкономить время и деньги предприятию, внедряя лучшие продукты и технологии конкурентов, избегая ошибок, сделанных другими предприятиями, не вкладываясь в изобретения и тестирования различных практик (продуктов или процессов).
Недостатки: трудность получения объективных показателей из-за закрытости компаний, в том числе собственной. Существующие системы финансового и налогового учёта не всегда позволяют получить реальные данные по тем или иным направлениям деятельности.